# Фаї (Юра)
Фаї (фр. Fahy) — громада  в Швейцарії в кантоні Юра, округ Порантрюї.

## Географія
Громада розташована на відстані близько 65 км на північний захід від Берна, 31 км на захід від Делемона.
Фаї має площу 7,8 км², з яких на 8,6% дозволяється будівництво (житлове та будівництво доріг), 53,1% використовуються в сільськогосподарських цілях, 25,4% зайнято лісами, 12,9% не є продуктивними (річки, льодовики або гори).

## Демографія
2019 року в громаді мешкало 349 осіб (-1,4% порівняно з 2010 роком), іноземців було 7,7%. Густота населення становила 45 осіб/км².
За віковим діапазоном населення розподілялося таким чином: 16% — особи молодші 20 років, 54,7% — особи у віці 20—64 років, 29,2% — особи у віці 65 років та старші. Було 157 помешкань (у середньому 2,2 особи в помешканні).
Із загальної кількості 120 працюючих 30 було зайнятих в первинному секторі, 24 — в обробній промисловості, 66 — в галузі послуг.